# 暗黑天使 (2010年電影)
《暗黑天使》（英語：Legion）是一部2010年美國動作恐怖片，由史考特·史都華執導並與彼得·申克（Peter Schink）共同編劇，保羅·貝特尼、盧卡斯·布萊克、泰瑞斯·吉布森、安卓恩·帕利奇、查爾斯·達頓、喬恩·坦尼、凱文·杜蘭、薇拉·賀蘭德、凱特·華許以及丹尼斯·奎德主演。本片由幕寶電影公司定檔2010年1月22日在美國上映。2014年推出設定在電影結束25年後的電視劇《天使聖戰》。

## 演員
- 保羅·貝特尼飾演米迦勒
- 盧卡斯·布萊克飾演吉普·漢森（Jeep Hanson）
- 泰瑞斯·吉布森飾演凱爾·威廉斯（Kyle Williams）
- 安卓恩·帕利奇飾演查莉（Charlie）
- 查爾斯·達頓（英语：Charles S. Dutton）飾演波西·沃克（Percy Walker）
- 喬恩·坦尼飾演霍華·安德森（Howard Anderson）
- 凱文·杜蘭飾演加百列
- 薇拉·賀蘭德飾演奧黛麗·安德森（Audrey Anderson）
- 凱特·華許（英语：Kate Walsh (actress)）飾演珊卓·安德森（Sandra Anderson）
- 丹尼斯·奎德飾演巴布·漢森（Bob Hanson）
- 道格·瓊斯飾演冰淇淋男子

## 外部連結
- 官方网站
- 互联网电影数据库（IMDb）上《暗黑天使》的资料（英文）
- AllMovie上《暗黑天使》的资料（英文）
- 美国电影学会目录上的《暗黑天使》（英文）
- Box Office Mojo上《暗黑天使》的資料（英文）
- 爛番茄上《暗黑天使》的資料（英文）
- Metacritic上《暗黑天使》的資料（英文）